# Julia III
『Julia III』（ジュリア・サード）は松田樹利亜の3枚目のアルバム。

## 概要
新たな女性作詞家を迎えた本作は、12曲中6曲は井上龍仁との自作曲、2曲は自身による作詞。

## 批評
CDジャーナルは「押しの強いハイトーンボイスと勢いのある楽曲はこの頃のヒットポップスに求められていたモノなのだろう」と評した。

## 収録曲
1. 絵に描いたようなTure Love
作詞：田代奈々　作曲：松田樹利亜・井上龍仁　編曲：井上龍仁・神長弘一・鷹羽仁
2. 待ち合わせはプラタナスの公園で
作詞：田代奈々　作曲：松田樹利亜・井上龍仁　編曲：井上龍仁・神長弘一・鷹羽仁
3. Twinkle, Twinkle, Twinkle Star
作詞：田村直美　作曲：松田樹利亜・井上龍仁　編曲：井上龍仁・神長弘一・鷹羽仁
4. I WANT YOU
作詞：田代奈々　作曲：田村直美・石川寛門　編曲：神長弘一・鷹羽仁
5. Fly So High
作詞：みかみ麗緒　作曲：仁科かおり　編曲：須貝幸生・神長弘一
6. Never Everything
作詞：室井美樹　作曲：井上龍仁　編曲：井上龍仁・神長弘一・鷹羽仁
7. 月下美人
作詞：松田樹利亜　作曲：Joey Carbone・Dennis Belfield　編曲：須貝幸生・神長弘一
8. この世界のどこかで
作詞：吉江阿季　作曲：松田樹利亜・井上龍仁　編曲：井上龍仁・神長弘一・鷹羽仁
9. ジェットコースター・ランデブー
作詞：吉江阿季　作曲：松田樹利亜・井上龍仁　編曲：井上龍仁・神長弘一・鷹羽仁
10. I'm Wishing
作詞：田村直美　作曲：Joey Carbone・Teddy Castllvecci・井上龍仁　編曲：井上龍仁・神長弘一・鷹羽仁
11. Oh My God!
作詞：田村直美　作曲：松田樹利亜・井上龍仁　編曲：神長弘一・鷹羽仁
12. MY LOVE
作詞：松田樹利亜　作曲：Joey Carbone・Teddy Castllvecci・井上龍仁　編曲：井上龍仁・神長弘一・鷹羽仁

## レコーディング参加
- 神長弘一 - ギター
- 坂井紀雄 - ベース
- 須貝幸生 - ベース
- 関雅夫 - ベース
- 山田亘（FENCE OF DEFENSE） - ドラム
- 鷹羽仁 - キーボード
- 前野知常 - キーボード
- 仁科かおり - コーラス
- 村田有美 - コーラス
- LISAGO - コーラス